# Laurelia
Laurelia is een geslacht uit de familie Atherospermataceae. De soorten komen voor op het zuidelijk halfrond. Laurelia novae-zelandiae komt voor in Nieuw-Zeeland en Laurelia sempervirens komt voor in Chili.

## Soorten
- Laurelia novae-zelandiae A.Cunn.
- Laurelia sempervirens (Ruiz & Pav.) Tul.

Atherosperma · 
Daphnandra · 
Doryphora · 
Dryadodaphne · 
Laurelia · 
Laureliopsis · 
Nemuaron